# Grant-Insel
Die Grant-Insel (englisch Grant Island) ist eine eisbedeckte Insel, die etwa 32 Kilometer lang und 16 Kilometer breit ist.
Ihre Fläche beträgt 767,8 km². Sie liegt 8 Kilometer östlich der kleineren Shepard-Insel vor der Hobbs-Küste von Marie-Byrd-Land und ist überall außer im Norden vom Getz-Schelfeis umgeben. Die Grant-Insel wurde am 4. Februar 1962 vom Personal des amerikanischen Eisbrechers Glacier entdeckt und kartiert. Benannt wurde sie vom Advisory Committee on Antarctic Names nach Commander E. G. Grant, der zum Zeitpunkt der Entdeckung der Kommandeur der Glacier war.